# Nomad (együttes)
A Nomad az Egyesült Királyságban alakult house csapat volt, mely 1989-ben alakult. A duó mérsékelt sikert ért el a Billboard Hot Dance Club Play listán, és néhány slágere volt az Egyesült Királyságban is. A csapat tagjai Damon Rochefort (1965) Steve McCutcheon (Steve Mac) (1972) és Sharon D. Clarke (1966)
Az 1991-ben megjelent (I Wanna Give You) Devotion című daluk az 1. helyezést érte el a Billboard Dance listáján, melyben MC Mike Freedom is közreműködött. A következő Just a Groove című dal csupán a 16. helyig jutott az angol kislemezlistán.
Egy másik dal a Something Special szintén megjelent kislemezen, mely a Changing Cabins című albumon található. A következő dalok a Your Love Is Lifting Me és a 24 Hours a Day címűek voltak. A csapat következő albuma Different Drum címmel jelent volna meg, azonban ez soha nem valósult meg.

## Diszkográfia

### Kislemezek
| Év                                                                     | Daé                                                        | Legjobb slágerlistás helyezés | Legjobb slágerlistás helyezés | Legjobb slágerlistás helyezés | Legjobb slágerlistás helyezés | Legjobb slágerlistás helyezés | Legjobb slágerlistás helyezés | Legjobb slágerlistás helyezés | Legjobb slágerlistás helyezés | Legjobb slágerlistás helyezés | Legjobb slágerlistás helyezés | Album           |
| Év                                                                     | Daé                                                        | UK                            | AUS                           | AUT                           | BEL (FLA)                     | GER                           | IRE                           | NED                           | SWE                           | SWI                           | US Dance                      | Album           |
| ---------------------------------------------------------------------- | ---------------------------------------------------------- | ----------------------------- | ----------------------------- | ----------------------------- | ----------------------------- | ----------------------------- | ----------------------------- | ----------------------------- | ----------------------------- | ----------------------------- | ----------------------------- | --------------- |
| 1989                                                                   | "The Raggamuffin Number" (featuring Daddae Harvey)         | —                             | —                             | —                             | —                             | —                             | —                             | —                             | —                             | —                             | —                             | Changing Cabins |
| 1990                                                                   | "(I Wanna Give You) Devotion" (featuring MC Mikee Freedom) | 2                             | 37                            | 10                            | 8                             | 13                            | 10                            | 5                             | 11                            | 6                             | 1                             | Changing Cabins |
| 1991                                                                   | "Just a Groove"                                            | 16                            | —                             | 29                            | 10                            | 32                            | 12                            | 6                             | 40                            | 10                            | —                             | Changing Cabins |
| 1991                                                                   | "Something Special"                                        | 73                            | 146                           | —                             | 43                            | —                             | —                             | 15                            | —                             | —                             | 37                            | Changing Cabins |
| 1992                                                                   | "Your Love Is Lifting Me"                                  | 60                            | —                             | —                             | 39                            | —                             | —                             | 31                            | —                             | —                             | —                             | Nem album dal   |
| 1992                                                                   | "24 Hours a Day"                                           | 61                            | 212                           | —                             | —                             | —                             | —                             | —                             | —                             | —                             | —                             | Nem album dal   |
| 1995                                                                   | "(I Wanna Give You) Devotion (Remixes)"                    | 42                            | —                             | —                             | —                             | —                             | —                             | —                             | —                             | —                             | —                             | Nem album dal   |
| 2003                                                                   | "(I Wanna Give You) Devotion 2003" (Spike vs. Nomad)       | 179                           | —                             | —                             | —                             | —                             | —                             | —                             | —                             | —                             | —                             | Nem album dal   |
| "—" nem volt slágerlistás helyezett, vagy nem jelent meg az országban. |                                                            |                               |                               |                               |                               |                               |                               |                               |                               |                               |                               |                 |